# Nowyj put´
„Nowyj put´” (ros. Новый путь) – kolaboracyjny dziennik na okupowanej Smoleńszczyźnie wydawany podczas II wojny światowej.
15 października 1941 roku wyszedł pierwszy numer gazety „Smolenskij wiestnik”. Była ona organem prasowym władz miejskich okupowanego Smoleńska. Pismo zostało wkrótce przemianowane na „Nowyj put´”. Funkcję redaktora naczelnego pełnił przedwojenny pisarz Konstantin Dołgonienkow. Jego zastępcą był D. Bierzow, głównym typografem A.N. Prikot, zaś księgowym P.D. Kotow. Nakład wynosił ponad 100 tys. egzemplarzy, rozsyłanych – poza Smoleńskiem – też do okolicznych miast, jak Witebsk, Orsza, Mohylew, Kaługa, Klińce. Cena egzemplarza gazety wynosiła od 30 do 50 kopiejek. Na łamach pisma publikowano komunikaty wojenne naczelnego dowództwa Wehrmachtu, wiadomości wojenne z frontu wschodniego, zarządzenia władz miejskich Smoleńska, propagandowe reportaże o życiu ludności cywilnej na okupowanych terenach ZSRR, artykuły dotyczące „wschodnich” robotników przymusowych w Niemczech. Jedna rubryka była przeznaczona na poszukiwania zaginionych krewnych. Od końca kwietnia 1943 roku większość informacji ukazujących się w gazecie dotyczyła mordu polskich oficerów w Lesie Katyńskim w rejonie Smoleńska. Pierwszym artykułem był felieton Konstantina Dołgonienkowa z 18 kwietnia tego roku pt. „Tysiaczi trupow polskich oficerow w głubokich jamach sriedi sosonnika”. Łącznie ukazało się ponad 30 artykułów na ten temat. Ostatni numer gazety ukazał się 12 września 1943 roku.